# Кіршвайлер
Кіршвайлер (нім. Kirschweiler) — громада в Німеччині, розташована в землі Рейнланд-Пфальц. Входить до складу району Біркенфельд. Складова частина об'єднання громад Геррштайн.
Площа — 4,88 км2. Населення становить 1058 ос. (станом на 31 грудня 2020).